# Achuar

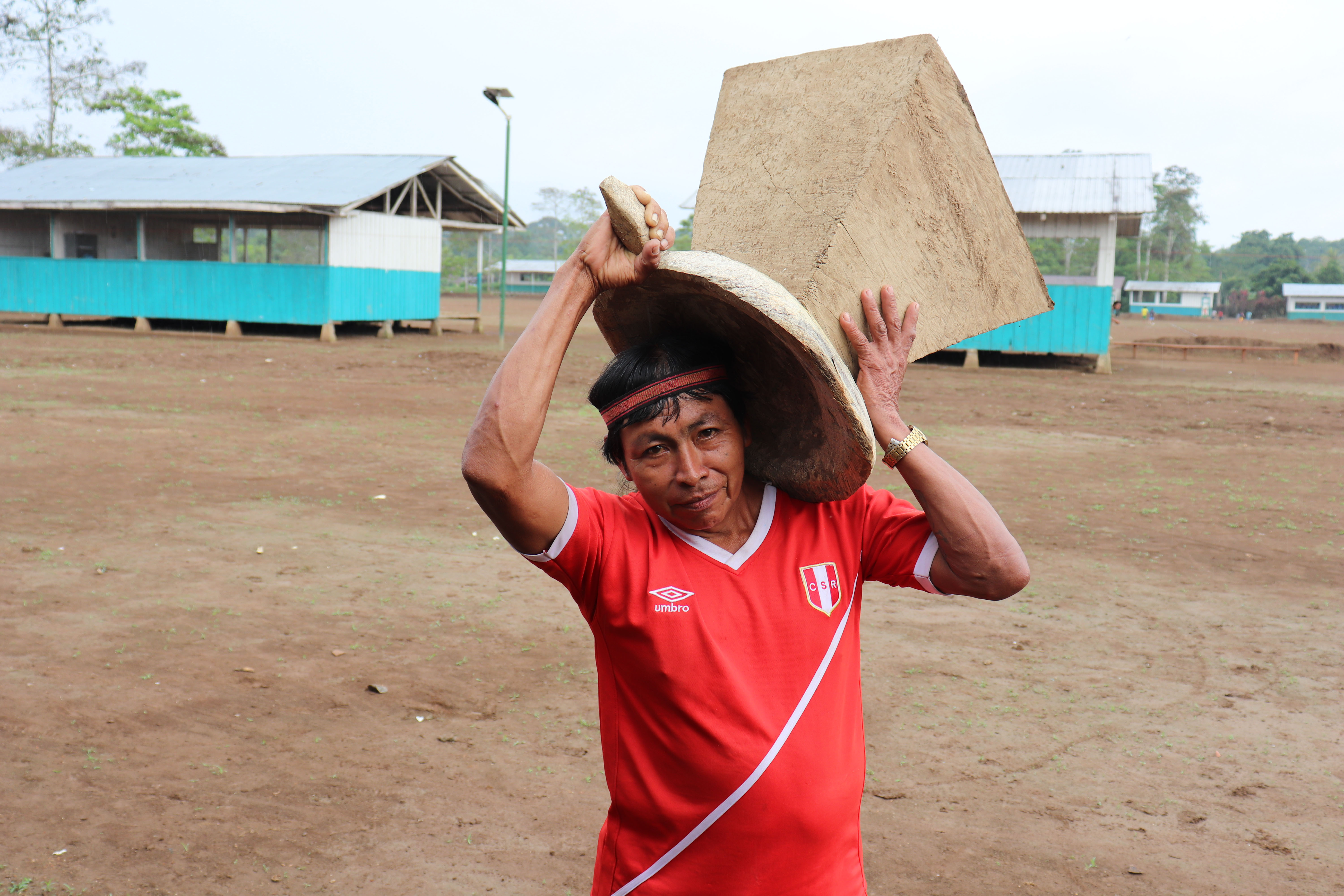
Membre actuat carregant una cadira.

El shiwiar, també conegut com achuar, jivaro, maina, és una llengua jívaro parlada al llarg dels rius Pastaza i Bobonaza a l'Equador. El shiwiar és una de les tretze llengües indígenes de l'Equador pels achuars. Totes aquestes llengües estan amenaçades.

## Parlants
El shiwiar és una llengua parlada pels achuars de la regió amazònica de l'Equador. El poble achuar també parla castellà, shuar i quítxua juntament amb la seva llengua materna, el shiwiar. El shuar també pertany a la família de les llengües jívaro.
Tot i que els achuar viuen a la conca de l'Amazones, l'extracció de petroli i matèries primeres de l'Equador mitjançant la mineria ha desplaçat les comunitats achuar i ha posat en perill les seves llars.
Tot i que la llengua oficial de l'Equador és el castellà, el poble achuar i altres grups indígenes tenen el dret d’utilitzar les seves pròpies llengües a l'ensenyament mitjançant les polítiques lingüístiques oficials de l’Equador legalitzades al decret núm. 000529, article 27 i a la Dirección Nacional de Educación. Indígena Intercultural Bilingüe (DINEIIB).

## Fonologia
|            | Bilabial | Alveolar | Postalveolar | Palatal | Velar | Glotal |
| ---------- | -------- | -------- | ------------ | ------- | ----- | ------ |
| Nasal      | m        | n        |              |         | ŋ     |        |
| Oclusiva   | p        | t        |              |         | k     | ʔ      |
| Africada   |          | ts       | tʃ           |         |       |        |
| Fricative  |          | s        | ʃ            |         | x     |        |
| Aproximant |          |          |              | j       | w     |        |
| Bategant   |          | ɾ        |              |         |       |        |

|             | Anterior | Central | Posterior |
| ----------- | -------- | ------- | --------- |
| Tancada     | i ĩ iː   |         | u ũ uː    |
| Semitancada |          | ɘ ɘ̃ ɘː  |           |
| Oberta      |          | a ã aː  |           |

- /i/ i /u/ han reduït lleugerament els al·lòfons [ɪ] i [ʊ], respectivament.[7]
- /a, ã, aː/ són fonèticament centrals a̠, ã̠, a̠ː.[7]
  - /a, ã/ (però no la llarga /aː/) tenen els al·lòfons següents: central obert sense arrodonir a̠, ã̠, anterior semioberta sense arrodonir ɛ, ɛ̃, anterior semitancada sense arrodonir e, ẽ i posterior semitancada arrodonida o, õ.[7]